# Вілас (округ, Вісконсин)
Шаблон:StateAbbr_ 46°03′ пн. ш. 89°31′ зх. д. / 46.05° пн. ш. 89.51° зх. д.
 Вілас (англ. Vilas County) — округ (графство) у штаті  Вісконсин. Ідентифікатор округу 55125.

## Історія
Округ утворений 1893 року.

## Демографія
За даними перепису 
2000 року 
загальне населення округу становило 21033 осіб, зокрема міського населення було , а сільського — 21033.
Серед них чоловіків — 10469, а жінок — 10564. В окрузі було 9066 домогосподарств, 6297 родин, які мешкали в 22397 будинках.
Середній розмір родини становив 2,73.
Віковий розподіл населення поданий у таблиці:
| Стать    | До 15 років | 15-21 | 22-29 | 30-39 | 40-49 | 50-65 | 65-85 | Понад 85 |
| -------- | ----------- | ----- | ----- | ----- | ----- | ----- | ----- | -------- |
| Чоловіки | 1865        | 809   | 602   | 1237  | 1508  | 2189  | 2091  | 168      |
| Жінки    | 1636        | 705   | 583   | 1246  | 1563  | 2296  | 2221  | 314      |

## Суміжні округи
- Гогібік, Мічиган — північ
- Айрон, Мічиган — північний схід
- Форест — південний схід
- Онейда — південь
- Прайс — південний захід
- Айрон — захід

## Виноски
1. ↑  U.S. Decennial Census. United States Census Bureau. Архів оригіналу за 26 квітня 2015. Процитовано 9 серпня 2015.
2. ↑  Historical Census Browser. University of Virginia Library. Архів оригіналу за 11 серпня 2012. Процитовано 9 серпня 2015.
3. ↑  Forstall, Richard L., ред. (27 березня 1995). Population of Counties by Decennial Census: 1900 to 1990. United States Census Bureau. Архів оригіналу за 18 липня 2015. Процитовано 9 серпня 2015.
4. ↑  Census 2000 PHC-T-4. Ranking Tables for Counties: 1990 and 2000 (PDF). United States Census Bureau. 2 квітня 2001. Архів оригіналу (PDF) за 18 грудня 2014. Процитовано 9 серпня 2015.
5. ↑  State & County QuickFacts. United States Census Bureau. Архів оригіналу за 17 лютого 2016. Процитовано 24 січня 2014.(англ.) Наведено за англійською вікіпедією.
6. ↑  American FactFinder. Бюро перепису населення США. Архів оригіналу за 26 лютого 2012. Процитовано 31 січня 2008.

| США | Це незавершена стаття з географії США. Ви можете допомогти проєкту, виправивши або дописавши її. |